# San Antonio del Monte (Chiapas)
San Antonio del Monte es una localidad del estado mexicano de Chiapas. Es parte del municipio de San Cristóbal de Las Casas.

## Toponimia
El nombre «San Antonio» hace referencia al santo patrono de la localidad: Antonio de Padua.

## Demografía
| Gráfica de evolución demográfica |
|                                  |

| Censo | Población |
| ----- | --------- |
| 1990  | 433       |
| 2000  | 1 457     |
| 2010  | 2 196     |
| 2020  | 2 259     |